# Срибнова, Валентина Ивановна
Валентина Ивановна Срибнова (5 июня 1929 года, село Онишки, Оржицкий район, Полтавская область, Украинская ССР — 19 июня 2010 год, Яблоновский, Республика Адыгея) — колхозница, чаевод колхоза имени Берия Ахалсопельского сельсовета Зугдидского района, Грузинская ССР. Герой Социалистического Труда (1951).

## Биография
Родилась Варвара в 1929 году в селе Онишки Оржицкого района в крестьянской семье. В раннем детстве осиротела. Во время Великой Отечественной войны была эвакуирована в село Ахалсопели Зугдидского района, где она была удочерена под именем Валентина семьёй грузинских чаеводов Партеном Михайловичем Кадария и Домникой Ерастовной Кадарией.
В годы Великой Отечественной войны несовершеннолетняя Валентина наравне со взрослыми женщинами начала трудовую деятельность в колхозе имени Берия (позднее — имени Ленина) Зугдидского района, председателем которого был Рогава, Антимоз Михайлович. Женщины колхоза выращивали кукурузу и виноград, ухаживали за садами, берегли колхозное стадо. По-прежнему большое внимание уделялось чайным плантациям, чай был нужен для фронта и как лекарственное сырье. Валентина работала усердно на чайной плантации.
По итогам работы в 1948 году была награждена орденом Трудового Красного Знамени. А в 1949 году за успехи по уборки чая награждена вторым орденом Трудового Красного Знамени.
В 1950 году она собрала урожай сортового зелёного чайного листа 6204 килограмма на площади 0,5 гектара.
Указом Президиума Верховного Совета СССР от 1 сентября 1951 года за получение в 1950 году высоких урожаев сортового зелёного чайного листа и винограда Срибновой Валентине Ивановне (так в Указе значатся её имя и отчество) присвоено звание Героя Социалистического Труда с вручением ордена Ленина и золотой медали «Серп и Молот».
Этим же указом званием Героя Социалистического Труда были награждены бригадир Шалва Дзукуевич Чургулия, звеньевой Бабуши Самсонович Купуния, колхозницы Домника Ерастовна Бебурия, София Максимовна Давитаия, Жужуна Джуруевна Купуния, Феня Петровна Купуния, Дуня Петровна Макацария, Лонди Александровна Пажава, Люба Датаевна Сахокия и Шура Теймуразовна Чачуа.
Позднее работала на Ингурском бумажном комбинате. Переехала на постоянное место жительства в Краснодарский край Адыгейскую АО.
Проживала в посёлке Яблоновском Адыгейской авотомной области (ныне Адыгея), где умерла в 2010 году.

## Семья
Некоторые члены её приёмной семьи также были удостоены в различное время звания Героя Социалистического Труда: глава семьи Партен Михайлович Кадария (1949), его жена Домника Ерастовна Кадария (1948) и их родная дочь Минадора Кадария.

## Награды
- Золотая медаль «Серп и Молот» (1.09.1951)[4]

- орден Ленина (1.09.1951)[5]
- Орден Трудового Красного Знамени — дважды

- Медаль «За трудовую доблесть»
- Медаль «В ознаменование 100-летия со дня рождения Владимира Ильича Ленина»
- Медаль «За доблестный труд в Великой Отечественной войне 1941—1945 гг.»
- Медаль «Ветеран труда»
- медали Выставки достижений народного хозяйства (ВДНХ)
- и другими

## Память
- В октябре 2001 года на площади Героев в центре аула Тахтамукай был установлен её бюст.